# Colobothea chemsaki
Colobothea chemsaki là một loài bọ cánh cứng trong họ Cerambycidae.